# 빅 히트 (1953년 영화)
《빅 히트》(영어: The Big Heat)는 1953년 공개된 미국의 필름 느와르 영화이다.
2011년 이 영화는 미국 의회도서관에 의해 문화적으로, 역사적으로, 미적으로 중요성을 인정받아 미국 국립영화등기부에 선정, 보존되었다.

## 출연

### 주연
- 글렌 포드
- 글로리아 그레이엄

### 조연
- 조셀린 브랜도
- 알렉산더 스커비
- 리 마빈
- 자넷 놀런
- 피터 위트니

## 기타
- 원작자: 윌리엄 P. 맥기번
- 의상: 진 루이스